# 圣路易斯省
圣路易斯省（San Luis）為南美國家阿根廷二十三省之一，位於阿根廷中北部（如右圖之19位置），該省首府為圣路易斯（San Luis）。